# Kiato (Vavaʻu)
Kiato ist eine unbewohnte Insel in der tonganischen Inselgruppe Vavaʻu.

## Geographie
Kiato liegt östlich der Hauptinsel Vavaʻu, zusammen mit weiteren kleinen Motu zwischen den Inseln Okoa und Koloa.

## Klima
Das Klima ist tropisch heiß, wird jedoch von ständig wehenden Winden gemäßigt. Ebenso wie die anderen Inseln der Vavaʻu-Gruppe wird Kiato gelegentlich von Zyklonen heimgesucht.